# Furness line
De Furness line is een spoorlijn in het noordwesten van Engeland, die van Lancaster via Grange-over-Sands en Ulverston naar Barrow-in-Furness gaat. De lijn gaat door het noorden van Lancashire tussen Lancaster en Carnforth over dezelfde spoorlijn als de West Coast Main Line en volgt daarna de kust rond de Morecambe Bay, de Furness Coast, in zuidwesten van het graafschap Cumbria aan de Ierse Zee. Er liggen tien stations aan de Furness line. De lijn maakt deel uit van de route NW 4033 van de Network Rail, die als de Cumbrian Coast Line via Whitehaven en Workington doorgaat naar Carlisle, waar de Cumbrian Coast Line weer op de West Coast Main Line aansluit, net zoals de Furness line in Carnforth.
De lijn werd tussen 1846 en 1857 aangelegd door de Ulverston and Lancaster Railway en de Furness Railway. Het deel van de Furness line op de West Coast Main Line kreeg in de 20e eeuw bovenleiding. De dienstregeling  wordt door de Northern uitgevoerd. De diensten van de sneltrein op de lijn beginnen meer naar het zuiden, vanaf Manchester Airport en Preston, terwijl de lokale diensten in Preston en Lancaster beginnen. De meeste treinen rijden tot Barrow-in-Furness, maar daartussen rijden er ook nog treinen naar het noorden door over de Cumbrian Coast Line naar Millom, Sellafield en Carlisle.